# PeerBlock
PeerBlock was een open source firewallapplicatie die in- en uitgaande ip-adressen kan blokkeren (zowel udp als tcp) aan de hand van vaste en handmatig ingestelde lijsten. De in C++ geschreven software gebruikt de lijsten van iblocklist.com. Het is in Windows de opvolger van PeerGuardian en PeerBlock is ook gebaseerd op de code van PeerGuardian versie 2.
Vanaf september 2013 beperkte de belangrijkste distributeur van bloklijsten, I-Blocklist, het updaten naar eens per week voor niet betalende gebruikers. Vanaf eind 2015 werd de ondersteuning voor niet betalende gebruikers afgebouwd en vanaf april 2016 viel PeerBlock enkel nog handmatig, door het verwijderen van lijsten, bij te werken en werd de site, op het forum na, offline gehaald. Updaten had echter al geruime tijd geen zin meer omdat Bluetack, de belangrijkste lijsten leverancier van I-Blocklist, al in 2014 gestopt was met het updaten van de lijsten.